# Юмашев Валентин Борисович
Валентин Борисович Юмашев (рос. Валентин Борисович Юмашев; нар. 15 грудня 1957, Перм, РРФСР, СРСР) — російський журналіст, політичний діяч і девелопер. Керівник Адміністрації Президента Російської Федерації з 11 березня 1997 по 7 грудня 1998. Радник Президента Російської Федерації з 23 грудня 1998. Дійсний державний радник Російської Федерації 1-го класу (1997).

## Біографія
Навчався на факультеті журналістики Московського державного університету.
Почав працювати в газеті «Московський комсомолець» у 1978 році, потім у «Комсомольській правді».
У 1987 році перейшов до журналу «Огонёк».
У 1991—1995 роках був заступником головного редактора, у 1995—1996 роках — головним редактором.
Після перемоги Бориса Єльцина на виборах 1996 року став радником Президента з питань взаємодії із засобами масової інформації.
Був членом Ради Безпеки РФ.